# Kuchařovice
Kuchařovice település Csehországban, a Znojmói járásban. Kuchařovice Znojmo, Suchohrdly és Únanov településekkel határos. Lakosainak száma 898 fő (2024. január 1.).

## Népesség
A település lakosságának változását az alábbi diagram mutatja:
| Lakosok száma | 680  | 705  | 848  | 876  | 874  | 906  | 963  | 935  | 908  | 898  |
|               | 1869 | 1890 | 1921 | 1950 | 1980 | 2001 | 2017 | 2019 | 2022 | 2024 |